# Hackney (Derbyshire)
Hackney – wieś w Anglii, w hrabstwie Derbyshire, w dystrykcie Derbyshire Dales. Leży 27 km na północ od miasta Derby i 208 km na północny zachód od Londynu.